# Nicole Van den Plas

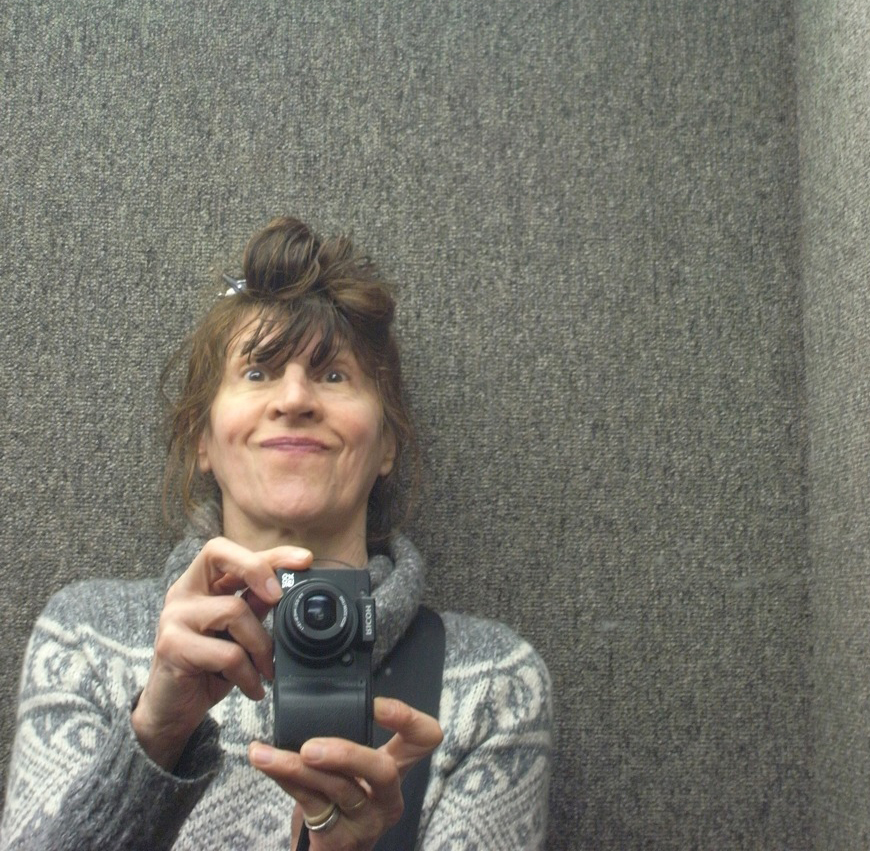
Nicole Van den Plas (2016)

Nicole Van den Plas (* 14. Oktober 1943 in Mol) ist eine belgische Künstlerin.

## Leben
Von 1961 bis 1963 studierte Nicole van den Plas an der Rijksnormaal school in Tongeren. Lehrte bis 1970 an der Rijkmiddelbare school in Balen. Ab 1966 trat sie als Pianistin und Instant Composer mit ihrem Quartett (mit Bruder Jean van den Plas, Cello, Freund Edmond Van Lierde, Saxofon, Ronnie Dusoir, Schlagzeug) hervor. 1971 siedelte sie nach Frankfurt über und wurde Mitglied des E.M.T.-Trio mit Alfred Harth und Sven-Åke Johansson. Von 1973 bis 1978 studierte sie an der Städelschule in Frankfurt am Main u. a. bei Raimer Jochims und Karl Bohrmann. Von 1980 bis 2006 lehrte sie an der Abendschule der Städelschule.
Sie lebt und arbeitet in Frankfurt und in Ostende.

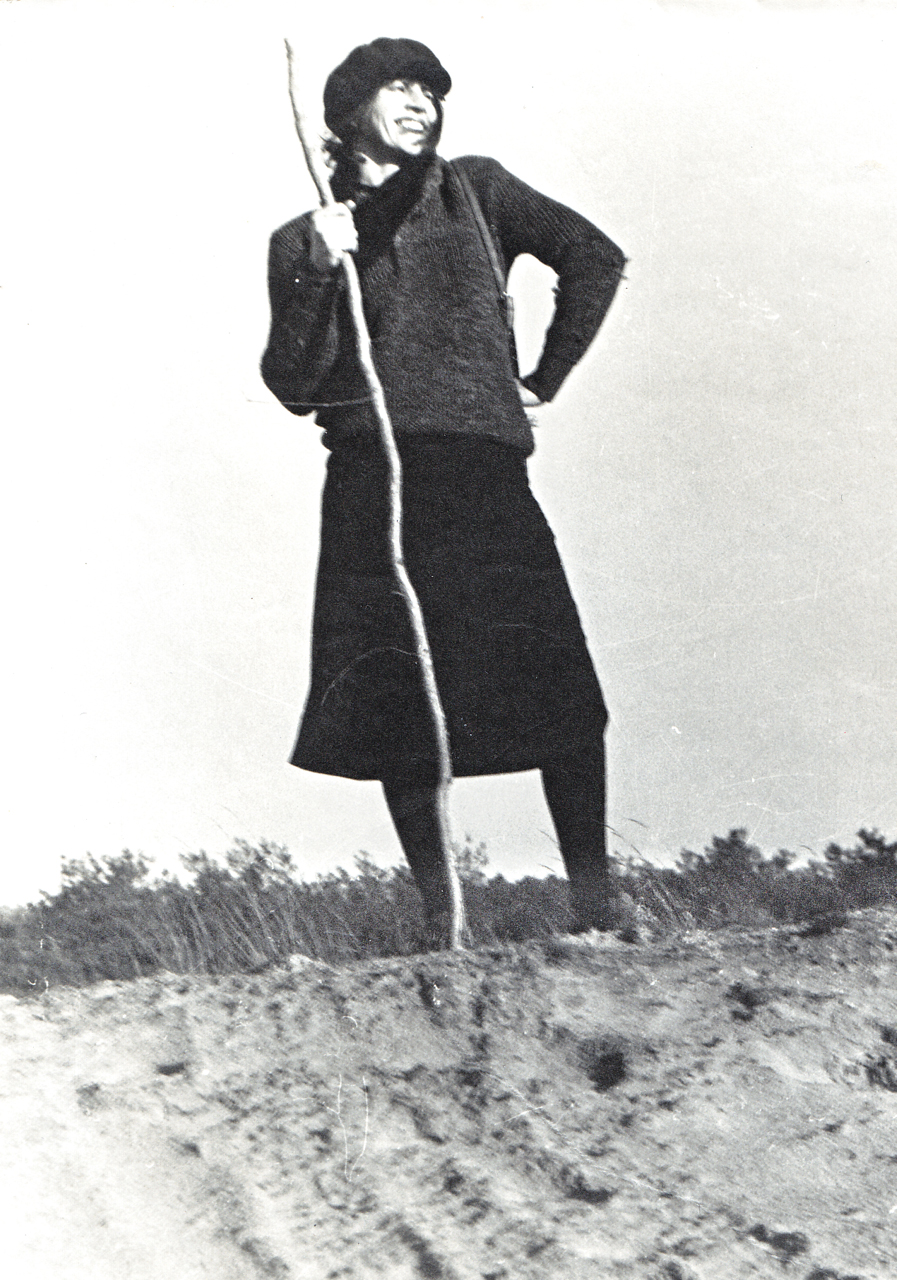
Nicole van den Plas, Mol 1971

## Schriften
- Good Evening, Portikus Frankfurt am Main (Ausstellungskatalog)
- Bildnis eines Dichters, Frankfurt am Main, 2000  (Jenaer Kunstverein)
- L'Abbé Moll en ik, KANN-Verlag, Frankfurt am Main, 2016 ISBN 978-3-943619-41-6
- mit Gerald Domenig: Die andere Hälfte, KANN-Verlag, Frankfurt am Main, 2017 ISBN 978-3-943619-52-2
- 12. Nov / M21 – Gerald Domenig, Nicole van den Plas, Christian Hanussek, KANN-Verlag, Frankfurt am Main, 2020 ISBN 978-3-943619-90-4
- L'Abbé Moll en ik (Bd.II), KANN-Verlag, Frankfurt am Main, 2021 ISBN 978-3-949312-10-6
- MAI, Nicole van den Plas, Gabi Hamm. KANN-Verlag, Frankfurt am Main, 2022 ISBN 978-3-949312-55-7
- Tribut (Bd. III), KANN-Verlag, Frankfurt am Main, 2024 ISBN 978-3-949312-96-0

## Diskografie
- „4. Januar 1970“ mit Alfred Harth, Franz Volhard, Peter Stock, Thomas Cremer
- E.M.T.: „Canadian Cup of Coffee“ mit Alfred Harth, Sven-Åke Johansson. SAJ-02, 1974
- Sven-Åke Johansson „Early Works: E.M.T.“ SAJ-CD 24, 2012 (rec. 1973)
- Alfred Harth, Wolfgang Seidel: „Five Eyes“. Moloko Plus, 2015
- Alfred Harth, Wolfgang Seidel: „Malcha“ mit Fabrizio Spera. Moloko Plus, 2016
- Nicole van den Plas: „Die Schwester des Astronomen“. KANN LP, 2018 ISBN 978-3-943619-65-2

## Auszeichnungen
- 1963 Prix de l’Alliance Française de Belgique, Concours Européen
- 1975 Kunstpreis Forum Stadtsparkasse, Frankfurt
- 1978 Förderpreis des Kulturkreises der deutschen Wirtschaft im BDI
- 1983 Villa-Romana-Preis
- 1989 Reinhold Kurth Preis
- 1991 Stipendium Château Beychevelle
- 1997 Maria Sibylla Merian-Preis
- 2016 Ilse Hannes Preis
- 2017 Frankfurter Künstlerhilfe, Preisträgerin